# Tiro esportivo nos Jogos Europeus de 2015 - Fossa olímpica feminino
A competição fossa olímpica feminino foi um dos eventos do tiro esportivo nos Jogos Europeus de 2015, em Baku, no Azerbaijão. Foi disputada no Centro de Tiro de Baku no dia 16 de junho.

## Calendário
Horário de verão do Azerbaijão (UTC+5).
| Data        | Horário | Fase         |
| ----------- | ------- | ------------ |
| 16 de junho | 11:25   | Qualificação |
| 16 de junho | 16:15   | Semifinal    |
| 16 de junho | 16:30   | Final        |

## Medalhistas
| Ouro   | ESP Fátima Gálvez   |
| Prata  | SMR Arianna Perilli |
| Bronze | RUS Elena Tkach     |

## Resultados

### Qualificação
O resultado da qualificação foi seguinte.
| Pos. | Atiradora                 | Series | Series | Series | Total | Disparo | Notas                      |
| Pos. | Atiradora                 | 1      | 2      | 3      | Total | Disparo | Notas                      |
| ---- | ------------------------- | ------ | ------ | ------ | ----- | ------- | -------------------------- |
| 1    | ESP Fátima Gálvez         | 25     | 24     | 24     | 73    |         | Recorde dos Jogos Europeus |
| 2    | SMR Arianna Perilli       | 22     | 24     | 25     | 71    |         |                            |
| 3    | FIN Satu Mäkelä-Nummela   | 23     | 24     | 24     | 71    |         |                            |
| 4    | RUS Elena Tkach           | 24     | 24     | 23     | 71    |         |                            |
| 5    | RUS Tatiana Barsuk        | 24     | 23     | 23     | 70    | +8      | CB:53                      |
| 6    | TUR Serdağ Saadet Kandıra | 24     | 23     | 23     | 70    | +8      | CB:51                      |
| 7    | ITA Deborah Gelisio       | 23     | 23     | 24     | 70    | +7      |                            |
| 8    | SVK Zuzana Štefečeková    | 21     | 24     | 25     | 70    | +5      |                            |
| 9    | GER Katrin Quooß          | 23     | 22     | 25     | 70    | +1      |                            |
| 10   | ESP Eva Clemente          | 23     | 24     | 23     | 70    | +1      |                            |
| 11   | FRA Marina Sauzet         | 22     | 23     | 24     | 69    |         |                            |
| 12   | GBR Abbey Ling            | 23     | 24     | 22     | 69    |         |                            |
| 13   | SMR Alessandra Perilli    | 24     | 25     | 20     | 69    |         |                            |
| 14   | ITA Jessica Rossi         | 23     | 22     | 23     | 68    |         |                            |
| 15   | FIN Mopsi Veromaa         | 24     | 21     | 23     | 68    |         |                            |
| 16   | FRA Carole Cormenier      | 23     | 22     | 22     | 67    |         |                            |
| 17   | GBR Charlotte Kerwood     | 24     | 22     | 21     | 67    |         |                            |
| 18   | GER Jana Beckmann         | 21     | 21     | 21     | 63    |         |                            |
| 19   | SLO Jasmina Maček         | 21     | 21     | 17     | 59    |         |                            |
| 20   | AZE Alina Rafikhanova     | 14     | 16     | 17     | 47    |         |                            |

### Semifinal
O resultado da semifinal foi o seguinte.
| Pos. | Atiradora                 | Pomtos | Disparo |
| ---- | ------------------------- | ------ | ------- |
| 1    | ESP Fátima Gálvez         | 14     |         |
| 1    | SMR Arianna Perilli       | 14     |         |
| 3    | RUS Elena Tkach           | 13     |         |
| 4    | RUS Tatiana Barsuk        | 12     | 2       |
| 5    | FIN Satu Mäkelä-Nummela   | 12     | 1       |
| 6    | TUR Serdağ Saadet Kandıra | 7      |         |

### Final
O resultado final foi o seguinte. 
Disputa pelo bronze
| Pos.              | Atiradora          | Pontos | Disparo |
| ----------------- | ------------------ | ------ | ------- |
| Medalha de bronze | RUS Elena Tkach    | 14     |         |
| 4                 | RUS Tatiana Barsuk | 11     |         |

Disputa pelo ouro
| Pos.             | Atiradora           | Pontos | Disparo |
| ---------------- | ------------------- | ------ | ------- |
| Medalha de ouro  | ESP Fátima Gálvez   | 13     |         |
| Medalha de prata | SMR Arianna Perilli | 11     |         |